# Putney (Vermont)
Putney es un pueblo ubicado en el condado de Windham en el estado estadounidense de Vermont. En el año 2010 tenía una población de 2,702 habitantes y una densidad poblacional de 38.9 personas por km².

## Geografía
Putney se encuentra ubicado en las coordenadas 43°0′1″N 72°31′2″O / 43.00028, -72.51722.

## Demografía
Según la Oficina del Censo en 2000 los ingresos medios por hogar en la localidad eran de $40,346 y los ingresos medios por familia eran $50,170. Los hombres tenían unos ingresos medios de $29,922 frente a los $25,217 para las mujeres. La renta per cápita para la localidad era de $18,576. Alrededor del 8.4% de la población estaban por debajo del umbral de pobreza.